# Аретология
Аретоло́гия (от греч. αρετη — добродетель и греч. λογος — слово) — раздел этики и нравственного богословия, изучающий добродетель. Аретология берет начало от этических направлений античной этики и выражает стремление охватить и систематизировать человеческую деятельность и её моральные принципы. Этика добродетели акцентирует внимание на том, насколько важны индивидуальные черты личности, а также подчеркивает саму сущность слова «добродетель», то есть то, что мы обычно подразумеваем под этим. Разновидности этики добродетели существуют согласно тому, какая именно добродетель имеется в виду в каждом конкретном случае: это может быть честность, сочувствие, благоразумие, а также проницательность, доброта, мужество. Эти добродетели ведут человека к осуществлению самореализации, улучшают качество его жизни. Три ключевых понятия этой философии — добродетель, практическая мудрость, а также эвдемонизм (согласно которому, главный критерий нравственности человека — это его стремление к счастью).
Вместе с понятиями деонтологической морали и консеквенциализма аретология входит в состав трех основных нормативно-этических учений. Философ Розалинд Херстхаус так определяет различие между этикой добродетели, деонтологической этикой и консеквенциализмом: «Представим, что кому-либо, нуждающемуся в помощи, была бы оказана эта помощь. Сторонник консеквенциализма прежде всего обратил бы внимание на тот факт, что последствия такого действия (то есть оказания помощи) благотворно скажутся на самоощущении; последователь деонтологического учения заявил бы, что, оказав помощь, он поступает в соответствии с золотым правилом нравственности: „Поступай с другими так, как ты бы хотел, чтобы поступали с тобой“; сторонник же этики добродетели сказал бы, что сам факт помощи человеку был бы поступком, очень значимым с точки зрения милосердия. Нужно подчеркнуть, что для последователя этики добродетели само стремление первично при суждении о пользе либо вреде действия. В то время как консеквенциалист, скорее всего, не будет принимать во внимание намерения, с которыми происходило то или иное действие, а сделает акцент на последствиях этого действия».
До последней четверти XIX в. аретологами называли рассказчиков юморесок. С. Рейнак предложил новое толкование слова, отталкиваясь от его значения как «чуда», по которому аретолог — их толкователь. До современного значения его расширил Р. Рейценштейн.

## Античность
Впервые основные добродетели (благоразумие, справедливость, умеренность и мужество) выделил древнегреческий драматург Эсхил. Сократ считал добродетель моральным качеством, присущим всем людям и обеспечивающим истинное блаженство. Киники считали добродетель единственным благом и истинной целью жизни. Платон создал теорию совместной деятельности добродетелей, направляющих отдельные части души, разумом руководит мудрость, волей — мужество, страстями — умеренность, а всеми ими руководит справедливость. Аристотель делил добродетели на относящиеся к познавательной деятельности разума и относящиеся к деятельности разума в сфере практической жизни, подчёркивая ведущую роль благоразумия. При этом Аристотель выделял 9 интеллектуальных добродетелей, самой важной из которых считал мудрость, которая в свою очередь подразделяется на теоретический и практический аспекты. Оставшиеся 8 добродетелей включают в себя благоразумие, справедливость, мужество, умеренность. Аристотель полагал, что каждая из добродетелей является своеобразной «золотой серединой», которая находится между соответствующими пороками. Так, к примеру, мужество — это добродетель, место которой, по Аристотелю, между трусостью и безрассудством.
Стоики считали главной добродетелью бесстрастие, в достижении которой они видели высшую цель нравственной жизни. Эту теорию приняли Цицерон и Сократ, представители неоплатонизма были против этой теории Сократа и Цицерона. Плотин разделил добродетели на гражданские, очистительные и созерцательные, а также высказал идею уподобления человека Богу посредством добродетелей. Эпикурейцы считали, что исполнение добродетелей гарантирует достижение счастья.

## Христианские авторы
Христианские писатели, находившиеся под влиянием стоиков, говорили о религиозном характере добродетелей и подчеркивали её роль в стремлении человека к Богу. Амвросий Медиоланский следовал античному учению о четырёх добродетелях, называя мужество главной из них. Аврелий Августин учил, что все добродетели являются следствием любви к Богу и её многозначным проявлением.
Абеляр, опираясь на аристотелевское определение добродетели, считал, что причиной каждой добродетели является любовь, источником которой является Святой Дух. В XIII веке Филипп Канцлер разделил добродетели на естественные и сверхъестественные. Фома Аквинский на основе представления о 3 богословских добродетелях (вера, надежда, любовь), 5 интеллектуальных навыках и 4 основных добродетелей создал синтез, используя одновременно учение о добродетелях Аристотеля, стоиков и неоплатоников и опираясь на Священное Писание. Во главе всех добродетелей Фома Аквинский поставил благоразумие, которое он считал одновременно интеллектуальной и нравственной добродетелью. Провозгласив любовь основной сверхъестественной добродетелью, Фома Аквинский подчеркнул позитивный характер христианской нравственности.

## Новое время
Дунс Скотт утверждал, что нравственные добродетели базируются на воле человека и не зависят от благоразумия, он не признавал существования особых сверхъестественных добродетелей. Его взгляды разделяли Петр Ауреоли, Дуранд из Сен-Пурсена, Уильям Оккам.
Античное и классическое понятие добродетелей как типов поведения, укорененных в традиционно разделяемых обществом ценностях, выхолащивалось в этике Нового времени. Добродетель сводилась к спонтанному инстинкту человеческой природы, моральному, альтруистическому чувству. Такой взгляд на добродетель имели Шефтсбери, Руссо, Шиллер, Конт. Другие считали, что добродетель — это оценка полезности (Спиноза, Юм, Бентам). Кант считал, что добродетель — это пожертвование во имя нравственного закона. В дальнейшем стал пропадать интерес к самому понятию «добродетель», что заметил ещё Гегель.
Многие подвергают критике моральную философию этого периода, утверждая, что ключевым вопросам этой области этики в то время не было уделено должное внимание. (Трактат «Страсти души» Декарта или «Этика» Спинозы — доказательство тому, что эта критика была небезосновательной). Возвращению к этой полемике в XX веке поспособствовала статья Элизабет Энском «О современной моральной философии» (1958), где она, с одной стороны, критикует консеквенциализм, c другой — подвергает критике то, что она называет «правоверной концепцией морали» (связанной с теорией божественного закона).

## Современность
В XX веке заметна реабилитация классического понятия добродетели как содержательного, социально и персоналистически ориентированного. Это заметно в неоаристотелизме, который продвигали Г. Гадамер, Й. Риттер, А. Макинтайр. Заслуга Макинтайра состоит также и в том, что благодаря ему такие труды как «Основы метафизики нравственности» Канта, а также произведения Мартино, Юма и Ницше по данной тематике снова актуальны . В результате новое развитие получили различные подходы к этике добродетели, среди которых этический сентиментализм.
Этика добродетели противопоставляется этическим теориям Нового времени, в частности, кантианской этике долга.

## Аретология в восточной практике
Последователи таких восточных религиозных течений как, например, конфуцианство, также разделяют многие аретологические идеи, которые напоминают древнегреческие. Подобно древнегреческому учению об этике, китайская этическая идея подчеркивает явную зависимость между такими понятиями, как добродетель и искусство управления государством. Однако если древнегреческие философы были больше сосредоточены на «внутреннюю» ориентацию души, то в конфуцианстве под добродетелью понимаются прежде всего межличностные отношения. Считается, что конфуцианская этика — это все же больше этика отношений, нежели этика добродетели. Стоит заметить, что термин «этики добродетели» употребляется, все же, больше в отношении западных концепций аретологической теории, и восточноазиатские учения упоминаются в данном контексте значительно реже. Этика добродетели буддизма во многом схожа с древнегреческой — более всего в том, что она направлена «в душу» человека. Считается, что именно буддистская аретология наиболее близко отражает идеи древних греков, и в ней даже есть общие черты с учением Аристотеля об аретологии. Помимо этого, аретология буддизма, как отмечают ученые, ориентирована на большие сообщества людей, при этом буддизм основывается на индивидуалистском подходе и больше других восточных этических учений напоминает западную аретологию.

## Критика
Критика аретологической теории вызвана, в основном, тем фактом, что зачастую бывает сложно понять природу той или иной добродетели. Понятие добродетели в разных обществах и культурах может восприниматься по-разному. К примеру, нет однозначного определения типично женских добродетелей: есть точка зрения, что добродетельная женщина спокойна, услужлива и трудолюбива. Однако эта концепция сегодня вряд ли актуальна для современного общества. Сторонники теории об этике добродетели обычно заявляют, что главная особенность теории состоит в её «всеобщей применимости». Другими словами, черта характера, определяемая как добродетель, должна являться добродетелью абсолютно для всех разумных существ. С этой точки зрения неправильно было бы назвать, к примеру, услужливость типично женской добродетелью, если одновременно мы не можем объявить это и мужской добродетелью тоже.
Помимо этого теория подвергается критике за то, что в ней не разъясняется, какие типы действий морально разрешены, а какие — запрещены, а также не уточняется, какой конкретно набор качеств человек должен в себе развивать, чтобы достигнуть самореализации. Иначе говоря, некоторые теоретики аретологии могут не рассматривать, к примеру, убийство как аморальный и недопустимый акт, а скорее заявят, что тому, кто совершил преступление, не хватает определённой добродетели «в наборе» (например, сочувствия). Поэтому противники теории часто подчеркивают, что данная особенность превращает всю этику добродетели в бесполезную науку о неких нормах поведения, служащих впоследствии основанием для законодательства. Однако сторонники аретологии убеждены, что в основе юридической системы любого государства лежит прежде всего добродетель.

## Источник
- Католическая энциклопедия, М., 2002.